# Salina (Italien)
Salina är den näst största av Eoliska öarna, efter Lipari, i det Tyrrenska havet utanför nordkusten av Sicilien i Italien. Öns största stad har samma namn, och ön har en total areal på 27 km². Idag bor det omkring 2 300 invånare på Salina. 

## Geografi
Ön täcks av sex vulkaner, vilka alla idag är inaktiva. De två yngsta men även högsta heter Fossa delle Felci (962) och Monte dei Porri (860). I antikens Grekland kallades ön Dídyme (Δίδυμη), ett grekiskt namn som hänvisar till de två bergstopparna som tvillingar. Det moderna namnet kommer från produktionen av havssalt som sker på sydsidan av ön.
Salina är den frodigaste av de eoliska öarna, och druvor från Salina används i framställningen av Malvasiavin. Den lokala varianter heter Malvasia delle Lipari. Ön exporterar också kapris till utlandet. 
Det finns utöver staden Salina tre byar på Salina: Santa Marina, Malfa och Leni.

## Historik
Ön har varit bosatt sedan bronsåldern, och bosättningarna har kommit och gått flera gånger genom årtusendena. 1544 förklarade Spanien Frankrike krig, och då bad den franska konungen Frans I den osmanske sultanen Süleyman I om hjälp. Den sistnämnde skickade en flotta under ledningen av Khair ed-Din, även känd som Barbarossa, som besegrade spanjorerna vid Salina och lyckades erövra Neapel från dem. Under loppet av dessa strider avfolkades Eoliska öarna.
Dagens befolkning har sitt ursprung i senare invandrare som kom från Italien, Sicilien och Spanien. Området på ön, inklusive de två bergstopparna, blev en del av ett naturreservat 1981. 

## Salina i kulturen
Michael Radford och hans Oscarsvinnande film  Postmannen från 1994 filmades delvis på Salina. 